# マタイによる福音書
『マタイによる福音書』（マタイによるふくいんしょ、古希: Εὐαγγέλιον κατὰ Ματθαῖον）は、新約聖書正典に含まれる四福音書のうち最初の書物であり、3つの共観福音書の1つである。本福音書は旧約聖書からの引用が多く、ユダヤの伝統である律法と預言者の正統性を強調しながらも、イエスこそが旧約で預言されたメシア（キリスト）の成就であると記している。対して、本福音書では律法学者、祭司長、ファリサイ派らに対する批判が顕著である。また、本福音書は他の共観福音書と同様に、イエスの十字架、復活、大宣教命令についても語っている。
福音書本文は著者を明示していない。本書は伝統的に使徒マタイに帰せられているが、批判的な聖書学者の間では、1世紀の最後の四半世紀に、当時の聖書の律法に精通したユダヤ人の何者かによって書かれた、という見方が支配的である。ほとんどの学者は、マタイ福音書はマルコ福音書とQ資料（文献学における仮説上のイエスの格言集）を参照したと考えている。本福音書は初期キリスト教運動の第二世代の成果であるが、第一世代であるイエスの弟子たちの記憶に基づいている。
伝統的に『マタイによる福音書』が新約聖書の巻頭に収められ、以下『マルコによる福音書』、『ルカによる福音書』、『ヨハネによる福音書』の順になっている。マタイ福音書、マタイ伝、あるいは単に「マタイ」とも呼ばれる。

## 著者・成立年代

### 著者と成立年代
『マタイによる福音書』本文には、著者に関する記述がない。正確な成立時期については聖書学者の間でも意見が分かれている。

### 伝統的見解
伝統的見解によれば、この福音書の著者は、教会の伝承では取税人でありながらイエスの招きに答えて使徒となったマタイである。その理由として、福音書の特徴より、「著者がユダヤ系キリスト教徒であること」、「旧約聖書についての知識・興味を持っていること」、「律法学者の伝承に通じていること」、また内容的に、金銭の問題や取税人について多く触れられていることなどがあげられる。一方、近現代の高等批評の立場に立つ聖書学者の多くはこの伝承を疑問視している。
ヒエラポリスのパピアス（紀元60–130年頃）をはじめとする教会の伝承によれば、本福音書はイエスの弟子であったマタイによって書かれとされる。

### 高等批評の立場
高等批評の立場からは、本福音書の著者を匿名のままとしている。本福音書は1世紀最後の25年間に、従来のユダヤ教とユダヤ教から派生した後のキリスト教の見解の境目に立ち、当時の聖書の律法の専門的側面に精通したユダヤ人の男性によって書かれたとしている。
しかし反対に、N・T・ライトやジョン・ウェナムなどの学者は、マタイ福音書の成立を1世紀後半とするのは問題があるとして、紀元40〜50年代に書かれたと主張している。バス・ファン・オスによれば、福音書の成立が紀元70年より前か後かに関わらず、イエスの家族を含む様々な目撃者の生涯が1世紀末まで続いた可能性は統計的に非常に高い。マルクス・ボックミュールは、様々な初期のキリスト教の伝承にこの生涯記憶の構造を見出している。

## 聖書学

### 執筆言語
マタイ福音書はすべてがギリシャ語で書かれているわけではなく、5章22節"ῥακά"のように、アラム語をギリシャ語に翻訳せずそのまま音写している例もある。他にも「エリ、エリ、ラマ、サバクタニ」という十字架上のイエスの言葉も、ヘブライ語とアラム語からの音写である。新約学者のO.クルマンは、ここから、マタイはアラム語が通じる相手に語っているとしている。
マタイ福音書が元々何語で書かれていたのかは議論されており、伝承では最初アラム語で書かれ、ギリシャ語へと翻訳されたとされている。しかし、『マタイによる福音書』がアラム語で書かれていた場合、シリアなどでは他にもよく読まれた『ヘブライ人の福音書』などがあったにもかかわらず、本福音書だけがすぐに西方で受け入れられたことになる。またギリシャ語の古い版を見ても、翻訳の形跡はほとんど見つけられていない。未だにアラム語のマタイ福音書は発見されていない。
マタイがユダヤ人を対象として福音書を書いたとはいえ、福音書が書かれたころにはヘレニズム世界に住むユダヤ人の多くにとって、最も馴染み深い言葉はギリシャ語であり、特にエジプトのアレクサンドリアのユダヤ人共同体は世界最大規模であった。例外がエルサレムであり、そこではさまざまな文化的背景を持つユダヤ人たちが暮らし、アラム語が共通語となっていたと考えられる。ユダヤ人を対象に書くにしろ、あえてアラム語で書く積極的な理由を見つけることは難しい。そう考えると、マタイ福音書が初めからギリシャ語で書かれたとする方が辻褄が合う。
このような議論から出た「オリジナル＝ギリシャ語」という結論に対して、別の角度からの反論もある。それは各福音書の成立の過程を「二資料説」から離れて再検討しようという考え方である。それによれば「二資料説」の考え方とは逆に『マタイ福音』が初めにかかれ、マルコがそこから引用したとする。すなわち、『マタイ福音』はもともとアラム語で書かれたが、『マルコ福音書』の成立後にギリシャ語に訳され、その過程で『マルコ福音書』が参考にされたという説である。『マタイ福音書』全1071節のうち、387節のみが独自のもので、130節が『マルコ福音書』と共通であり、184節が『ルカ福音書』と共通している。

### 高等批評の立場
現代、高等批評の立場に立つ学者たちに最も有力な仮説とみなされているのは二資料説と三資料説である。二資料説では、『マタイによる福音書』は『マルコによる福音書』とイエスの語録集「Q資料」から成立したと考えられている。また三資料説では、二資料（マルコ福音書とQ資料）に加えて、「M資料」というマタイによる福音書独自の資料（例えば、マタイ16章の教会の土台に関する箇所など）も執筆時に参考にしていると主張している。ただし、伝統的な聖書信仰の立場に立つ福音派の多くは、このような高等批評の立場に立つ学者たちの仮説を受け入れていない。

## 構成
『マタイによる福音書』は構成上、五つの部分に分けることができる。
- イエス・キリストの系図、誕生の次第、ヘロデ大王による幼児虐殺、幼年時代、公生涯の準備（1-4:16）
- ガリラヤ及びその周辺での公の活動（4:17-16:20）
- ガリラヤにおける私的な活動（16:21-18）
- ユダヤにおける活動（19-25）
- イエスの死と復活（26-28）

## 内容

### 荒れ野での誘惑
イエスは荒れ野で40日間断食をしていた。「誘惑する者」は空腹を覚えていたイエスに、神の子なら石をパンに変えてみよと言った。イエスは、人はパンだけで生きるのではなく、神の口から出る言葉一つ一つによって生きる、と答えた。次に悪魔はイエスを神殿の屋根に立たせ、神の子なら天使たちに守られているから飛び降りてみよと言った。イエスは、神を試してはならないと答えた。次に悪魔はイエスを高い山へ連れて行き、世の国々の繁栄を見せて、私を拝むならこれら全てを与えると言った。イエスは、ただ神である主を拝み仕えよと答えた。（4章1–11節）

### 山上の説教
イエスは山上の垂訓の箇所で、次のように語った。「心の貧しい人々は、幸いである、天の国はその人たちのものである。悲しむ人々は、幸いである、その人たちは慰められる…」。「世の塩、地の光」の箇所もこれに続く。また同じ章の中でイエスは、自身が律法と預言者を廃するためではなく、完成するために来たと語っている。律法は殺すなと教えているが、心の中でも兄弟を憎んではならない。姦淫についてもこれと同様である。また、同じ文脈の中で「誓ってはならない」「復讐してはならない」「敵を愛せよ」といった教えが語られる。（5章17–48節）

### 神の国とその義をまず第一に求めよ
施しをするとき、祈るとき、断食をするときには、偽善者のように、人に見てもらうことを欲して行ってはならない。父なる神は常に隠れたところにあるものをご覧になるからである。「主の祈り」も同じ章で与えられる。また同じ章で、地上ではなく天に富を積むように教えている。そして、地上の命のことで何を食べよう何を着ようと思い悩まないようにと言った。（6章1–34節）
何よりもまず、神の国と神の義を求めなさい。そうすれば、これらのものはみな加えて与えられる。—マタイによる福音書6章33節（新共同訳）

### 求めなさい、そうすれば与えられる
イエスは、自分の中に裁かれるべきものがある身でありながら、人を裁かないようにと教えた。また、この箇所に続いて、「求めなさい、そうすれば与えられる。探しなさい、そうすれば見つかる。門をたたきなさい、そうすれば開かれる」と教えた。また、滅びに通じる門は広く、狭い門から入るよう人々に教えた。（7章1–14節）

### 医者を必要とするのは病人である
イエスは徴税人マタイを弟子とし、彼の家で大勢の徴税人や罪人らと食事をしていた際に、ファリサイ派の人々から疑問を受けた。イエスは、医者を必要とするのは健康な人ではなく病人であるように、私は正しい人ではなく罪人を招くために来たのだと答えた。（9章9–13節）
『わたしが求めるのは憐れみであって、いけにえではない』とはどういう意味か、行って学びなさい。—マタイによる福音書9章13節（新共同訳）

### 天の国のたとえ
イエスは天の国を次のように喩えた。それは宝が隠された畑のようなものであり、それを見つけた人は喜んで帰って、自分の持ち物を全て売り払ってその畑を買う。また、それは一つの良い真珠のようなものであり、それを見つけた商人は全ての持ち物を売ってその真珠を買う。続けてイエスは、「ゆえに天の国のことを学んだ者は、"自分の倉から新しいものと古いものを取り出す一家の主人に似ている"」と言った。（13章44–52節）

### 五千人の給食
イエスは洗礼者ヨハネが処刑された際に人里離れた場所に身を退いたが、多くの群衆が彼を追った。イエスは彼らの中の多くの病人を癒した。日没が近くなり、イエスは弟子たちに対して、彼らに食べ物を与えるように言った。イエスは、弟子たちが持っていたパン5つと魚2匹を取り、感謝してこれらを裂いて弟子たちに与え、弟子たちはそれらを五千人の群衆に与えた。全員が満足し、残ったパンの屑は12の籠を満たした。（14章13–22節）また、別の時にも四千人の群衆に対して同様のことを行った。（15章32–39節）

### 最も偉い者
イエスは、天の国では、心を入れ替えて自分を低くし、子どものようになる人が最も偉いと教えた。（18章1–5節）また同じ章で、主人（神）が家来（人）の借金（罪）を帳消しにするように、家来もまた兄弟を憐れんでその罪を赦さないのか、と教えた。（18章21–35節）

### 金持ちの青年
一人の青年がイエスに近づき、永遠の命を得るにはどうしたらよいか尋ねた。その青年は、掟（モーセの十戒）を守り隣人を自分自身のように愛することを気をつけていると言った。イエスは、もし完全になりたいなら、天に富を積むために「持ち物を売り払って貧しい人々に施し、私に従うように」と言った。その青年は裕福だったため悲しんでその場を去った。そこでイエスは、「金持ちが神の国に入るよりも、らくだが針の穴を通る方がまだ易しい」と言った。しかしまた、「それは人間にできることではないが、神は何でもできる」とも言った。（19章16–30節）

### ぶどう園の労働者のたとえ
イエスは、ぶどう園の主人が人々を雇うたとえ話の中で、次のように語った。その主人は夕方になって、監督をして先ず夕方に来た者たちに対して1デナリオンの賃金を支払わしめた。次に、朝から来た者たちに対しても同じ1デナリオンの賃金を払わせた。朝から来ていた者たちがこれに不平を言うと、主人はその一人に対して次のように答えた。「わたしはこの最後の者にも、あなたと同じように支払ってやりたいのだ」。（20章1–16節）

### 神殿から商人を追い出す
イエスはエルサレムに入り、また神殿の境内に入って、そこで売り買いしていた人々を皆追い出し、両替人の台や鳩を売る者の椅子を倒した。そして言った。
「こう書いてある。『わたしの家は、祈りの家と呼ばれるべきである。』ところが、あなたたちはそれを強盗の巣にしている。」—マタイによる福音書21章12節（新共同訳）
神殿の境内では目や足の利かない人々がイエスに近づき、イエスは彼らを癒した。

### 最も重要な掟
律法の専門家が、イエスを試そうとして尋ねた。「先生、律法の中で、どの掟が最も重要でしょうか。」イエスは言われた。「『心を尽くし、精神を尽くし、思いを尽くして、あなたの神である主を愛しなさい。』これが最も重要な第一の掟である。第二も、これと同じように重要である。『隣人を自分のように愛しなさい。』律法全体と預言者は、この二つの掟に基づいている。」—マタイによる福音書22章34–40節（新共同訳）

## 神学

### キリスト論
本書の目的は、イエスこそがモーセと預言者たちによって予言され、約束されたイスラエルの救い主（キリスト）であると示すことにあり、イエスにおいて旧約聖書の預言が成就していると示すことであった。『マタイによる福音書』には旧約聖書（ギリシア語訳・七十人訳）の引用が多く見られるが、それらはイエスの到来を予告したものとして扱われている。旧約からの引用箇所は65箇所にも上り、43箇所は地の文でなく語りの中で引用されている。この福音書の狙いは「律法や預言者を、私は廃止するためでなく、完成するために来た（5章17節）」という言葉にもっともよく表現されている。
『マタイによる福音書』によればイエスはキリスト（救い主）であり、「イエスの系図」（第1章1〜17節）は、イエスをユダヤ民族の父と呼ばれているアブラハムの末裔として、またイスラエルの王の資格を持つダビデの末裔として示している。このようなイエス理解から、本書はユダヤ人キリスト教徒を対象に書かれたと考えられる。

### イスラエルの旧約との関係
マタイの最大の関心は、ユダヤ人以外の異邦人に福音が伝わり広がっていくなかで、イエスがユダヤの歴史と伝統の文脈上にいることを強調することだった。この関心は、当時の聖書（今で言うキリスト教徒から見て「旧約聖書」）の頻繁な引用、ユダヤの歴史上の他の事件とともに、イエスを新たなモーセとして喚起している点、そしてイエスを律法の破壊者ではなく成就者として提示している点（5章17節）に現れている。マタイは、「律法がもはや新約の下にあるキリスト者に対しては力を持たない」というパウロの教えが反律法主義的に曲解される傾向をおそらく察知しており、反対にむしろキリストが、イスラエルの人々が待ち望んでいた「律法と預言者」の成就を、終末論的で成し遂げたのだと述べた。つまり、マタイによれば、イエスこそが旧約が予告していたメシアだということである。

### ユダヤ共同体との関係
本書は、特に律法学者とファリサイ派に対する厳しい批判によって、福音伝道者の共同体とユダヤ人との間の対立を反映していると解釈されてきた。また、反ユダヤ的色彩があり、そのユダヤ人観がキリスト教徒、特に中世のキリスト教徒のユダヤ人に対する視点をゆがめてきたという説もある。イエスの多くの言葉が当時のユダヤ人社会で主導的地位を示していたファリサイ派への批判となっており、偽善的という批判がそのままユダヤ教理解をゆがめることになったというのである。しかし、実際にはユダヤ教の中でも穏健派というよりは急進派・過激派ともいえるグループがファリサイ派へと変容していったとみなすほうが的確である。

## 特徴

### 旧約の成就
マタイは、イエスが旧約を廃止しに来たのではなく、その目的に導き、成就させに来たことを示そうと努めている（参照：マタイ5:17–18）。さらにマタイは、イエスの教えだけでなく、イエスの生涯そのものが旧約の成就であることを強調している（参照：マタイ1:22「このすべてのことが起こったのは、主が預言者を通して言われていたことが実現するためであった」他、数箇所ある）。
「わたしが来たのは律法や預言者を廃止するためだ、と思ってはならない。廃止するためではなく、完成するためである。」—マタイによる福音書5章17節（新共同訳）

## 芸術
『マタイによる福音書』の関連作品として，以下のものがある。
- イタリア人監督ピエル・パオロ・パゾリーニによる映画『奇跡の丘』（1964年、原題: 『マタイによる福音書』"Il Vangelo Secondo Matteo”）
- テレマン『マタイ受難曲』 TWV 5:31（1746年）
- テレマン『マタイ受難曲』 TWV 5:19（1734年）
- J.S.バッハ『マタイ受難曲』 BWV244（1727年）
- H.シュッツ『マタイ受難曲』 SWV479（1666年）